# NASCAR Nextel Cup 2007

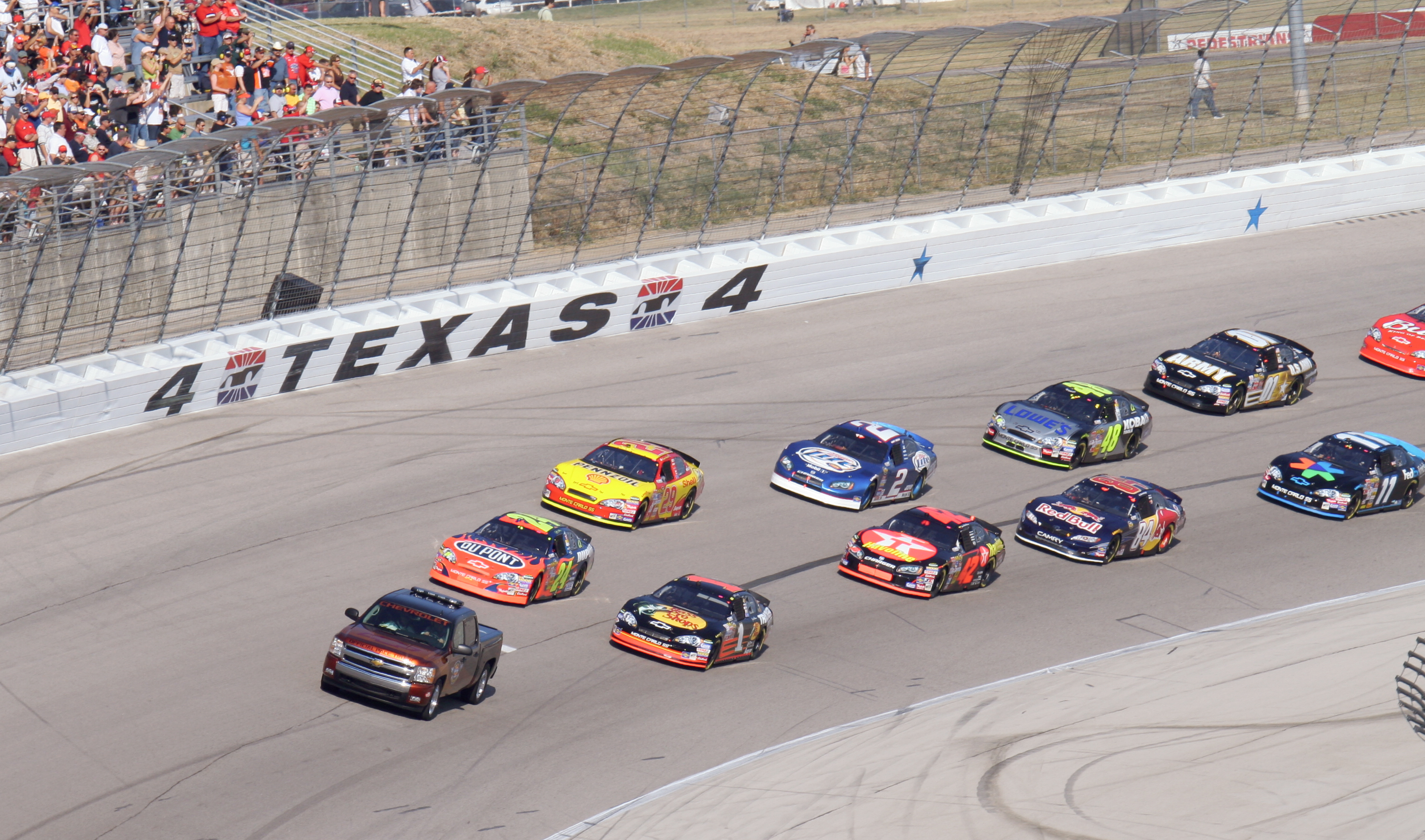
Nextel Cup race op de Texas Motor Speedway in 2007.

De NASCAR Nextel Cup 2007 was het 59e seizoen van het belangrijkste NASCAR kampioenschap dat in de Verenigde Staten gehouden wordt en het laatste jaar dat het kampioenschap doorging onder de naam Nextel Cup. Het seizoen startte op 18 februari met de Daytona 500, voorafgegaan door de exhibitiewedstrijd Budweiser Shootout en de Daytona kwalificatieraces Gatorade Duels en eindigde op 18 november met de Ford 400. Het seizoen werd voor de vierde keer beslecht met de Chase for the Championship eindronde die gewonnen werd door Jimmie Johnson. Hij won het kampioenschap voor de tweede keer op rij. Juan Pablo Montoya won de trofee rookie of the year.
Het was het eerste seizoen waarin de Car of Tomorrow in gebruik werd genomen.

## Races
Top drie resultaten, exhibitie- en kwalificatiewedstrijden staan niet vermeld.
| '                        | Datum  | Race                        | Circuit                         | Winnaar            | Tweede             | Derde              |
| 1                        | 18-feb | Daytona 500                 | Daytona International Speedway  | Kevin Harvick      | Mark Martin        | Jeff Burton        |
| 2                        | 25-feb | Auto Club 500               | California Speedway             | Matt Kenseth       | Jeff Gordon        | Jimmie Johnson     |
| 3                        | 11-mrt | UAW-DaimlerChrysler 400     | Las Vegas Motor Speedway        | Jimmie Johnson     | Jeff Gordon        | Denny Hamlin       |
| 4                        | 18-mrt | Kobalt Tools 500            | Atlanta Motor Speedway          | Jimmie Johnson     | Tony Stewart       | Matt Kenseth       |
| 5                        | 25-mrt | Food City 500               | Bristol Motor Speedway          | Kyle Busch         | Jeff Burton        | Jeff Gordon        |
| 6                        | 1-apr  | Goody’s Cool Orange 500     | Martinsville Speedway           | Jimmie Johnson     | Jeff Gordon        | Denny Hamlin       |
| 7                        | 15-apr | Samsung 500                 | Texas Motor Speedway            | Jeff Burton        | Matt Kenseth       | Mark Martin        |
| 8                        | 21-apr | Subway Fresh Fit 500        | Phoenix International Raceway   | Jeff Gordon        | Tony Stewart       | Denny Hamlin       |
| 9                        | 29-apr | Aaron's 499                 | Talladega Superspeedway         | Jeff Gordon        | Jimmie Johnson     | Kurt Busch         |
| 10                       | 5-mei  | Crown Royal 400             | Richmond International Raceway  | Jimmie Johnson     | Kyle Busch         | Denny Hamlin       |
| 11                       | 12-mei | Dodge Avenger 500           | Darlington Raceway              | Jeff Gordon        | Denny Hamlin       | Jimmie Johnson     |
| 12                       | 27-mei | Coca-Cola 600               | Charlotte Motor Speedway        | Casey Mears        | J.J. Yeley         | Kyle Petty         |
| 13                       | 3-jun  | Autism Speaks 400           | Dover International Speedway    | Martin Truex jr.   | Ryan Newman        | Carl Edwards       |
| 14                       | 10-jun | Pocono 500                  | Pocono Raceway                  | Jeff Gordon        | Ryan Newman        | Martin Truex jr.   |
| 15                       | 17-jun | Citizens Bank 400           | Michigan International Speedway | Carl Edwards       | Martin Truex jr.   | Tony Stewart       |
| 16                       | 24-jun | Toyota/Save Mart 350        | Infineon Raceway                | Juan Pablo Montoya | Kevin Harvick      | Jeff Burton        |
| 17                       | 1-jul  | Lenox Industrial Tools 300  | New Hampshire Motor Speedway    | Denny Hamlin       | Jeff Gordon        | Martin Truex jr.   |
| 18                       | 7-jul  | Pepsi 400                   | Daytona International Speedway  | Jamie McMurray     | Kyle Busch         | Kurt Busch         |
| 19                       | 15-jul | USG Sheetrock 400           | Chicagoland Speedway            | Tony Stewart       | Matt Kenseth       | Carl Edwards       |
| 20                       | 29-jul | Brickyard 400               | Indianapolis Motor Speedway     | Tony Stewart       | Juan Pablo Montoya | Jeff Gordon        |
| 21                       | 5-aug  | Pennsylvania 500            | Pocono Raceway                  | Kurt Busch         | Dale Earnhardt jr. | Denny Hamlin       |
| 22                       | 12-aug | Centurion Boats at The Glen | Watkins Glen International      | Tony Stewart       | Denny Hamlin       | Jimmie Johnson     |
| 23                       | 19-aug | 3M Performance 400          | Michigan International Speedway | Kurt Busch         | Martin Truex jr.   | Jimmie Johnson     |
| 24                       | 25-aug | Sharpie 500                 | Bristol Motor Speedway          | Carl Edwards       | Kasey Kahne        | Clint Bowyer       |
| 25                       | 2-sep  | Sharp Aquos 500             | California Speedway             | Jimmie Johnson     | Carl Edwards       | Kyle Busch         |
| 26                       | 8-sep  | Chevy Rock and Roll 400     | Richmond International Raceway  | Jimmie Johnson     | Tony Stewart       | David Ragan        |
| Chase for the Nextel Cup |        |                             |                                 |                    |                    |                    |
| 27                       | 16-sep | Sylvania 300                | New Hampshire Motor Speedway    | Clint Bowyer       | Jeff Gordon        | Tony Stewart       |
| 28                       | 23-sep | Dodge Dealers 400           | Dover International Speedway    | Carl Edwards       | Greg Biffle        | Dale Earnhardt jr. |
| 29                       | 30-sep | LifeLock 400                | Kansas Speedway                 | Greg Biffle        | Clint Bowyer       | Jimmie Johnson     |
| 30                       | 7-okt  | UAW Ford 500                | Talladega Superspeedway         | Jeff Gordon        | Jimmie Johnson     | Dave Blaney        |
| 31                       | 13-okt | Bank of America 500         | Charlotte Motor Speedway        | Jeff Gordon        | Clint Bowyer       | Kyle Busch         |
| 32                       | 21-okt | Subway 500                  | Martinsville Speedway           | Jimmie Johnson     | Ryan Newman        | Jeff Gordon        |
| 33                       | 28-okt | Pep Boys Auto 500           | Atlanta Motor Speedway          | Jimmie Johnson     | Carl Edwards       | Reed Sorenson      |
| 34                       | 4-nov  | Dickies 500                 | Texas Motor Speedway            | Jimmie Johnson     | Matt Kenseth       | Martin Truex jr.   |
| 35                       | 11-nov | Checker Auto Parts 500      | Phoenix International Raceway   | Jimmie Johnson     | Greg Biffle        | Matt Kenseth       |
| 36                       | 18-nov | Ford 400                    | Homestead-Miami Speedway        | Matt Kenseth       | Kurt Busch         | Denny Hamlin       |

## Eindstand - Top 12

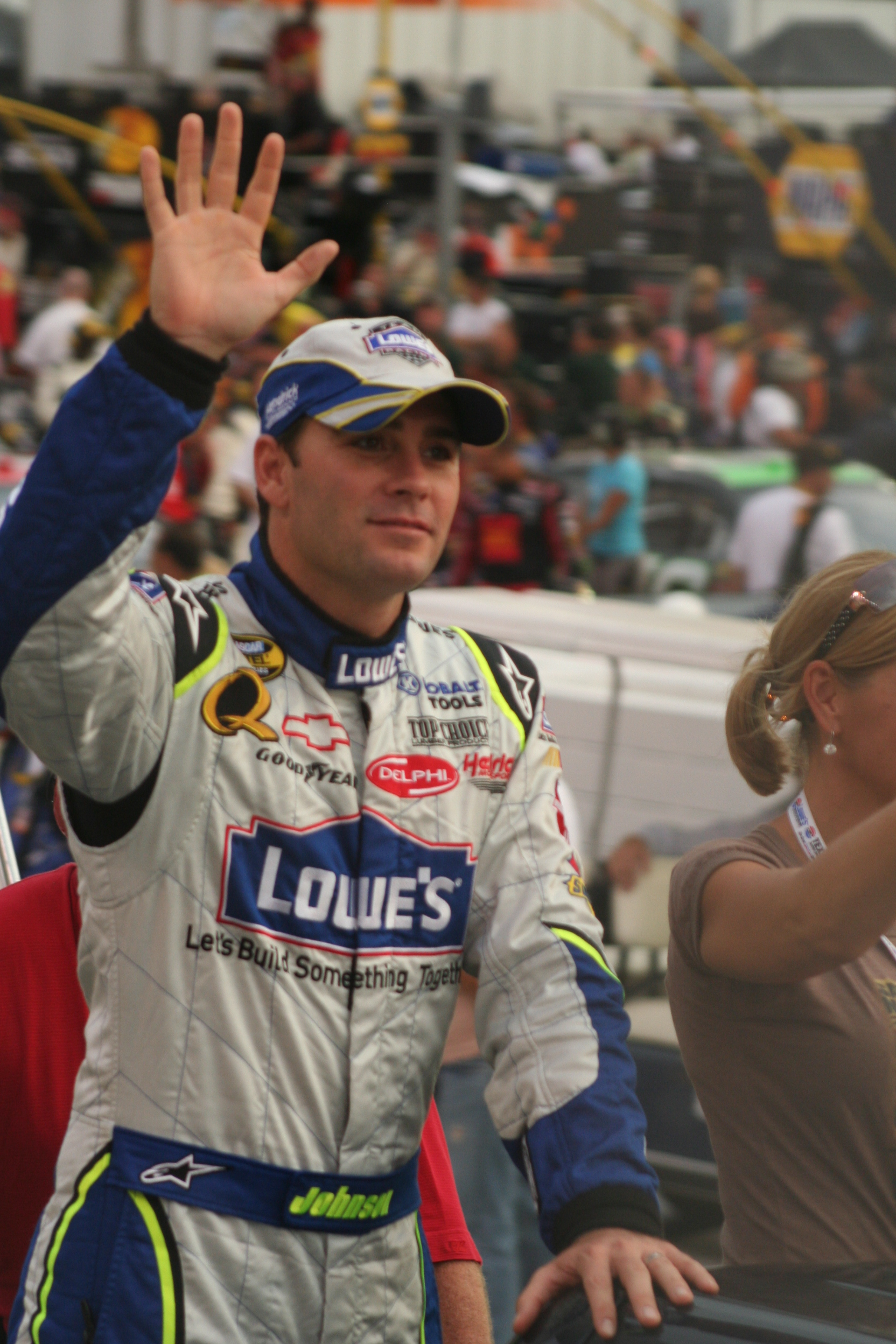
Jimmie Johnson in 2007, winnaar van het kampioenschap.

Eindstand na de Chase for the Championship, aantal overwinningen (W) en punten (Ptn).
|    | Coureur          | Team                     | Auto      | W  | Ptn  |
| -- | ---------------- | ------------------------ | --------- | -- | ---- |
| 1  | Jimmie Johnson   | Hendrick Motorsports     | Chevrolet | 10 | 6723 |
| 2  | Jeff Gordon      | Hendrick Motorsports     | Chevrolet | 6  | 6646 |
| 3  | Clint Bowyer     | Richard Childress Racing | Chevrolet | 1  | 6377 |
| 4  | Matt Kenseth     | Roush Fenway Racing      | Ford      | 2  | 6298 |
| 5  | Kyle Busch       | Hendrick Motorsports     | Chevrolet | 1  | 6293 |
| 6  | Tony Stewart     | Joe Gibbs Racing         | Chevrolet | 3  | 6242 |
| 7  | Kurt Busch       | Penske Racing            | Dodge     | 2  | 6231 |
| 8  | Jeff Burton      | Richard Childress Racing | Chevrolet | 1  | 6231 |
| 9  | Carl Edwards     | Roush Fenway Racing      | Ford      | 3  | 6222 |
| 10 | Kevin Harvick    | Richard Childress Racing | Chevrolet | 1  | 6199 |
| 11 | Martin Truex jr. | Dale Earnhardt, Inc.     | Chevrolet | 1  | 6164 |
| 12 | Denny Hamlin     | Joe Gibbs Racing         | Chevrolet | 1  | 6143 |